# Hypocrites ambiguus
Hypocrites ambiguus är en skalbaggsart som beskrevs av Olof Immanuel von Fåhraeus 1872. Hypocrites ambiguus ingår i släktet Hypocrites och familjen långhorningar. Inga underarter finns listade i Catalogue of Life.